# Сантан
Сантан (порт. Santão)  —  район (фрегезия) в Португалии,  входит в округ Порту. Является составной частью муниципалитета  Фелгейраш. По старому административному делению входил в провинцию Дору-Литорал. Входит в экономико-статистический  субрегион Тамега, который входит в Северный регион. Население составляет 870 человек на 2001 год. Занимает площадь 2,42 км².